# Хоукинс, Ричард
Сэр адмирал Ричард Хоукинс (англ. Richard Hawkins; 1562 — 17 апреля 1622) — английский мореплаватель XVII века, исследователь и «Морской волк» Елизаветы I. Сын адмирала сэра Джона Хоукинса.

## Биография
Со своих самых ранних дней Ричард пропадал целыми днями в порту, знакомясь с морем и кораблями.
В 1582 году он сопровождал в плавании своего дядю, Уильяма Хоукинса, к Вест-Индским островам. В 1585 году он стал капитаном галиота, входившего в состав экспедиции Фрэнсиса Дрейка, направлявшейся к испанским колониям.
В 1588 году Ричард Хоукинс командовал кораблём Британского королевского флота во время разгрома Непобедимой Армады, и в 1590 году он служил вместе со своим отцом в экспедиции Дрейка-Норриса у берегов Португалии.
В 1593 году Хоукинс приобрёл исследовательское судно Dainty, корабль, который поначалу принадлежал его отцу и использовался им как экспедиционное судно, и поплыл на нём в Вест-Индию, в испанские колонии и южные моря. На самом деле было ясно, что истинной целью этой авантюры было разграбление и захват заморских владений Испанской короны. Хоукинс, как бы то ни было, утверждал тридцать лет спустя на счёт этого путешествия (возможно, что за такое время он сам убедил себя в этом), что это плавание было предпринято исключительно ради новых географических открытий. После посещения берегов Бразилии Dainty прошёл через Магелланов пролив и достиг Вальпараисо.
Разграбив город, Хоукинс ринулся на север, и в июне 1594 года, год спустя после выхода из Плимута, он пришёл в бухту святого Матео, в устье реки, на которой стоит Эсмеральдас (ныне Эквадор), с географическими координатами 1°01′02″ с. ш. 79°36′30″ з. д. Здесь Dainty был атакован двумя испанскими кораблями. Превосходство было на стороне испанцев, но Хоукинс и его команда отважно защищались. В конце концов, когда сам Хоукинс был неоднократно ранен, 27 матросов из его команды было убито, а само судно вот-вот пошло бы ко дну, он сдался 1 июля 1594 года под гарантию того, что его самого и его команду выпустят на родину. Однако первого помощника, Джона Оксенхэма, вместо этого отправили под следствие и в конечном счёте казнили в Лиме за ересь.
По не зависящим от командира испанской эскадры причинам данное им обещание не было выполнено. В 1597 году Хоукинс был отправлен в Испанию и сначала заключён в тюрьму в Севилье, а затем в Мадриде. Он был освобождён в 1602 году и, вернувшись в Англию, в 1603 году был посвящён в рыцари.
В 1604 году он становится членом парламента в Плимуте и вице-адмиралом графства Девоншир. Этот пост, поскольку побережье кишело пиратами, не был «тёплым местечком». С 1620 по 1621 годы Хоукинс был вице-адмиралом флота под командованием сэра Роберта Манселля. Эта флотилия была направлена в Средиземноморье для борьбы с алжирскими корсарами. Он умер в Лондоне 17 апреля 1622 года.
Хоукинс написал мемуары о своей поездке под названием Вояж в южное море (1622), которые стали самым известным приключением во времена Елизаветы I, переопубликованные обществом Хаклют и переработанные в новелле Чарльза Кингсли «Westward, Ho!» Он описывает испанцев в Америке в положительном свете, называя их «сдержанными» и «благородными».